# La Valbarelle

La Valbarelle est le nom d'un quartier de Marseille, dans le 11e arrondissement. Il est partagé entre le canton de Marseille-Saint-Marcel et le canton de Marseille-La Pomme).

## Situation
La Valbarelle est situé sur la rive gauche de l'Huveaune, à environ 10 kilomètres à l'est du centre de Marseille, au pied du Massif de Saint-Cyr. La vallée de l'Huveaune s'y élargit, et l'espace disponible a permis notamment l'implantation d'activités industrielles. Le quartier est traversé d'ouest en est par la route Marseille - Aubagne (ancienne route nationale 8), très fréquentée. Un pont sur l'Huveaune lui donne un rôle de carrefour, mais contrairement aux quartiers voisins (Saint-Loup, Saint-Marcel, la Pomme), la Valbarelle n'a pas de noyau villageois.
Une partie de la Valbarelle est classée en tant que quartier prioritaire, dénommé « Valbarelle-Néréïdes-Bosquet », avec 2 460 habitants en 2018 et un taux de pauvreté de 58 %.

## Histoire

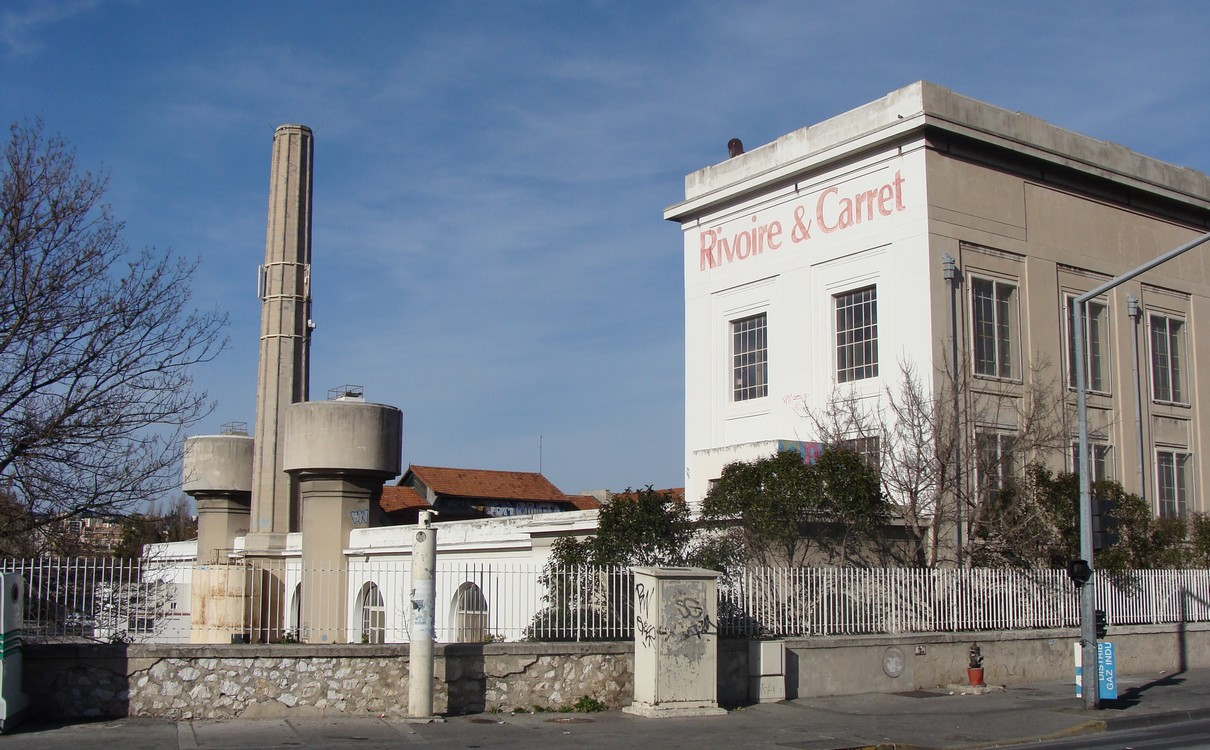
Symbole de la désindustrialisation, l'usine Rivoire-et-Carret est fermée.

Le nom « Valbarelle » daterait du XIe siècle : Vallis Barella,. 
À la fin du XVIIe siècle, deux familles marseillaises, les Montgrand et les Saint-Jacques, y possédaient des maisons de campagne. À partir des années 1850, l'industrialisation de la vallée de l'Huveaune entre l'est de Marseille et Aubagne fit de la Valbarelle un des quartiers ouvriers de la ville : tout l'espace entre la route nationale et l'Huveaune se trouva formé d'établissements industriels, et des cités ouvrières se constituèrent au pied des collines (groupe Michelis), suivies d'un développement quelque peu anarchique de maisons individuelles sur les pentes. L'immigration arménienne y fut importante. La désindustrialisation progressive durant la fin du XXe siècle fut durement ressentie. Le développement de nouvelles activités n'a pas compensé les pertes en emplois, mais l'urbanisation s'est poursuivie (groupes nord et sud Valbarelle, château Saint-Jacques, château Saint-Cyr).

## Lieux et monuments

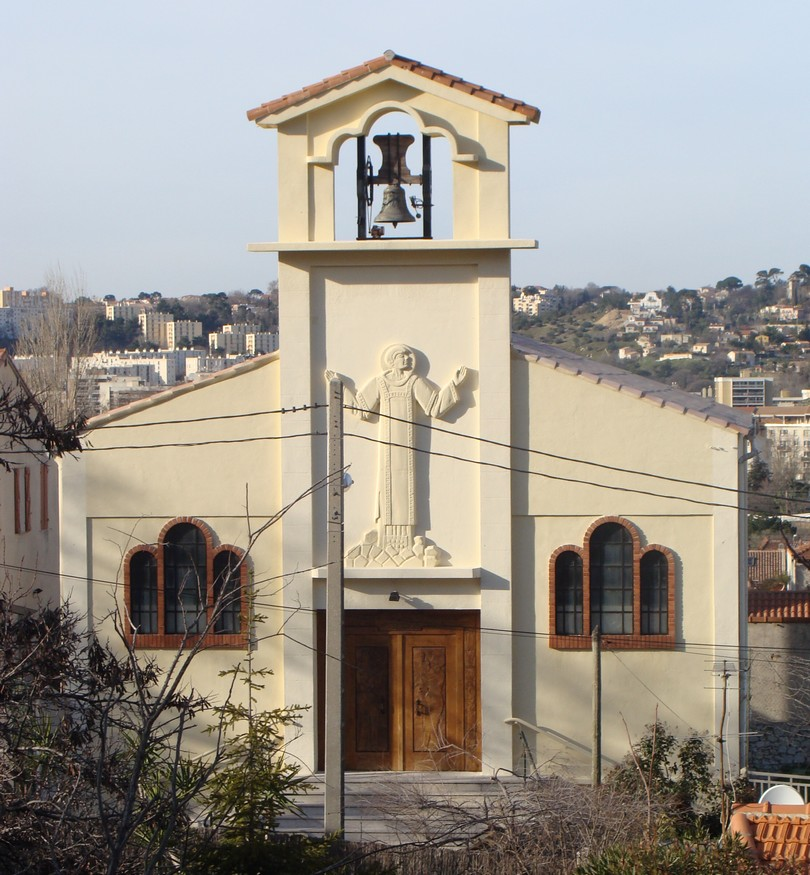
L'église.

- L'église, moderne, a été retenue comme symbole du quartier.
- L'ancienne usine Rivoire-et-Carret, rachetée par la ville, a reçu le label « Patrimoine du XXe siècle » ; une plaque a été apposée le 15 janvier 2013 par la Mairie des 11e et 12e arrondissements de Marseille[4].
- La branche sud du canal de Marseille traverse le quartier d'est en ouest, partiellement recouvert ; il constitue de place en place une promenade familiale.
- Le long de l'Huveaune, des « jardins ouvriers », anciennement rattachés à l'usine Coder (disparue).